# Lambert Hofer (Kostümbildner, 1879)
Lambert Hofer (* 9. April 1879 in Wien; † 15. Oktober 1938 ebenda) war ein im Kostümverleih tätiger, österreichischer Unternehmer, der vor allem in den 1920er Jahren auch als Kostümbildner bzw. Kostümlieferant für den Film gearbeitet hat.

## Leben
Hofer entstammt der seit 1862 tätigen Wiener Kostümverleih-Dynastie Lambert Hofer. Familienintern Lambert Hofer II. genannt, begann sich der Wiener kurz nach dem Ersten Weltkrieg mit seiner Firma auch beim österreichischen Stummfilm, der zu dieser Zeit eine frühe Blüte erlebte, zu engagieren. Hofer versorgte mehrere ambitionierte und teure Spitzenproduktionen der Sascha Filmindustrie AG mit Kostümen, darunter die Alexander-Korda-Inszenierungen Prinz und Bettelknabe, Herrin der Meere und Eine versunkene Welt. 1926 lieferte er eine Reihe von Militäruniformen für den russlandkritischen Oberst-Redl-Film Die Brandstifter Europas. Im Tonfilm trat Lambert Hofer II. kaum mehr filmisch in Erscheinung. Sein Sohn war Lambert Hofer.

## Filmografie
- 1920: Prinz und Bettelknabe
- 1921: Die Narrenkappe der Liebe
- 1922: Herren der Meere
- 1922: Eine versunkene Welt
- 1923: Das unbekannte Morgen
- 1926: Die Brandstifter Europas
- 1931: Wiener Zauberklänge